# Viadotto Borghetto
Il viadotto Borghetto è un viadotto autostradale italiano, sito lungo l'autostrada A10 (strada europea E80), nel territorio comunale di Bordighera.
Esso prende il nome dal centro abitato di Borghetto San Nicolò, posto nelle immediate vicinanze.

## Storia
Il viadotto, commissionato dalla società Autostrada dei Fiori S.p.A., fu progettato dall'ingegnere Silvano Zorzi e costruito dall'impresa Sycic Italia. I lavori ebbero inizio nel 1967 e si conclusero nel 1969.

## Caratteristiche
Si tratta di un viadotto di 674,60 m di lunghezza, in calcestruzzo armato, a 14 campate di luce variabile. Di queste, le 4 campate maggiori hanno luce di 82 m e sono gettate a sbalzo a partire dalle pile centrali con il sistema autoportante Dywidag; le campate minori sono invece costituite da travi precompresse sistema Tecnicavi, semplicemente appoggiate sulle pile.
L'impalcato, unico per entrambe le carreggiate, ha una larghezza di 19,28 m.
Il viadotto Borghetto ha caratteristiche costruttive identiche a quelle dei vicini viadotti Sasso e San Lorenzo.